# Coronel Pilar
Coronel Pilar es un municipio brasileño del estado de Rio Grande do Sul, que posee una población total de 1.725 habitantes. De acuerdo con el censo de 2010, Coronel Pilar es el municipio que posee la menor población urbana del Brasil, que es de apenas 174 habitantes. 
El municipio de Coronel Pilar fue instalado en el año 2000.